# Вайсмайн (река)
Вайсмайн (нем. Weismain) — река в Германии, протекает по Верхней Франконии (земля Бавария), речной индекс 24136. Длина реки 17,76 км. Площадь бассейна 124,75 км². Высота истока 421 м.
Высота устья 278 м.
Система водного объекта: Майн → Рейн → Северное море.